# Gmail
Gmail (від Google Mail, МФА: [ˈdʒiːˌmeɪl], «джіме́йл», іноді «гмейл, ґмейл») — безкоштовна служба електронної пошти від американської компанії Google. Надає доступ до поштових скриньок через вебінтерфейс і за протоколами SMTP, IMAP, а також фірмовий застосунок Gmail для пристроїв під ОС Android.
Gmail розпочала працювати 1 квітня 2004 року. До того для створення поштової скриньки потрібно було отримати запрошення від власника іншої поштової скриньки Gmail, або, для жителів США, підтвердити особу через SMS. Зараз реєстрація відкрита для жителів багатьох країн, зокрема й для України.
Сервіс пропонує для зберігання 15 гігабайтів простору: цей обсяг постійно збільшувався з 1 квітня 2005 року, коли на честь річниці запуску послуги, доступний обсяг було збільшено з 1 ГБ до 2 ГБ. Цей анонс супроводжувався обіцянкою, що Google збільшуватиме пропонований користувачам обсяг, поки той не досягне теоретичної межі (нескінченність). Зараз у Google говорять, що зростання відбуватиметься, поки в них не закінчиться місце на їхніх серверах.
Багато функцій Gmail побудовано на браузерній мові програмування JavaScript, що дає незвичайні для вебсередовища можливості, такі як прийом команд із клавіатури, оновлення сторінки без перезавантаження (технологія AJAX), випадні списки вибору адресатів.
Можливо також переключатися на інтерфейс, побудований лише на HTML — стандартній мові розмітки вебсторінок, яку «розуміють» практично всі браузери. Gmail є одним з найбільш популярних поштових сервісів в інтернеті, станом на 2020 рік він налічував 1,8 млрд користувачів. Меншу популярність мають Yahoo! Mail (225 млн), AOL та Mail.com.

## Особливості
У порівнянні з тими поштовими вебсервісами, що вже стали стандартними, Gmail пропонує ряд особливостей і поліпшень.
- Проглядання обговорень. Основна інновація в Gmail — це метод категоризації повідомлень, який в Google називають «Conversation View». На відміну від звичайних поштових сервісів, Gmail відстежує окремі «обговорення» — початкове повідомлення з ланцюжком відповідей на нього.
- 15 гігабайт дискового простору для листів (станом на кінець 2013, обсяг постійно зростає в автоматичному режимі). Але, розмір одного листа, що отримується або надсилається, не може перевищувати 25 мегабайтів. Всі повідомлення електронної пошти, а також прикріплені файли, в тому числі все те, що міститься у розділах «Спам» і «Кошик» зберігаються на Google Диску. Якщо місце в сховищі закінчиться, то повідомлення, що вам адресовані, відправлятимуться назад відправникам. Щоб отримати більше місця, можна або видалити зайві файли, або докупити додатковий простір.[5]
- Автозбереження. При редагуванні повідомлень кілька разів на хвилину виконується автоматичне збереження «чорнової» копії, щоб запобігти втраті даних у разі виключення живлення або інших збоїв.
- Розвинений список контактів. Для кожного співрозмовника можуть задаватися фотографія, адреси і телефони. Адреса електронної пошти автоматично підставляється в рядок «кому» по імені користувача, набраного навіть частково.
- «Гарячі клавіші». Прискорюють роботу з застосунком. Використання гарячих клавіш у web-застосунках — рідкісна практика, і їх підтримка стала передовим кроком для Google.
- Мітки замість папок. Листи не заносяться в папки, а діляться по категоріях, які користувач може доповнювати і змінювати. Ефективність цього механізму така ж, як і традиційнішого з папками.
- Пошук по вмісту листів і прикріплених файлів. Дозволяє швидко знаходити потрібний лист за ключовими словами, що надзвичайно важливе при великому доступному обсязі пошти.
- Фільтрація від спаму. Містить фільтр повідомлень, що навчається, який збільшує свою ефективність, якщо користувач позначає листи як спам.
- Програми-клієнти для різних ОС, що повідомляють про прихід нових листів. Це Gmail Notifier, Google Toolbar і Google Talk.
- Підтримка різних мов. Інтерфейс застосунку налаштовується на велику кількість мов, що дозволяє сервісу бути інтернаціональним.
- Підтримка RSS. Завдяки ній можна читати листи за допомогою інших RSS-клієнтів, наприклад, з персоналізованих сторінок пошукових сайтів msn.com, yahoo.com і самого google.com, програми Microsoft Deskbar. Це дає можливість перевіряти пошту не підключаючись до web-інтерфейсу.
- Вбудована орфографічна перевірка. Автоматично визначає мову повідомлення і пропонує варіанти написання помилкових слів.
- Вбудований чат. Повідомлення можуть доставлятися не тільки за допомогою поштових протоколів, але і через протокол jabber, завдяки чому користувачі можуть обмінюватися миттєвими повідомленнями
- Використання Outlook. Налаштування Gmail дозволяє використовувати власні поштові програми, такі як Outlook, для перегляду електронної пошти. Листи завантажуються з сервера на ваш комп'ютер і нема потреби заходити на інтернет-сторінку вашої пошти в Gmail. При правильних налаштуваннях, які можна знайти на сторінці допомоги google [Архівовано 28 грудня 2010 у Wayback Machine.] можна користуватися поштовим клієнтом як для отримання, так і для надсилання пошти.
- Скасування надсилання повідомлення. Сервіс надає можливість скасувати надсилання вже надісланого електронного листа, ця функція доступна протягом 6 секунд після надсилання[6]. Кнопка скасування надсилання з'являється в нижньому лівому куті браузера[7].

## Інциденти з конфіденційністю листування
У поштову систему інтегрований показ контекстної реклами, що викликало критику сервісу. Наприклад, деякі ЗМІ вважали, що Google читає листи і аналізує їх. Керівники Google запевнили користувачів, що дані аналізують машини, а не люди, але не дивлячись на це критика контекстної реклами тривала кілька років. Ряд правозахисників, які критикували Google, випробували Gmail і залишилися ним задоволені.
5 серпня 2014 року компанія Google повідомила правоохоронним органам США про зберігання одним з користувачів поштового сервісу Gmail фотографій дітей порнографічного змісту, після чого користувач був заарештований.

## Безпека
Спочатку в Gmail використовувалося незахищене підключення (шифрувалися тільки дані на сторінці входу в обліковий запис). Проте, користувачі могли вручну замінити URL http://mail.google.com/mail [Архівовано 18 листопада 2020 у Wayback Machine.] на https://mail.google.com/mail [Архівовано 17 листопада 2020 у Wayback Machine.], щоб включити шифрування і знизити ризик перехоплення листів і контактів, які передавалися в вихідному коді сторінки як текстові дані JavaScript. З липня 2008 року в налаштуваннях Gmail можна вибрати використання тільки HTTPS, що дозволяє запобігти підключенню по незахищеному протоколу HTTP. Зараз за замовчуванням використовується HTTPS, а доступ по протоколу IMAP захищається криптографічними механізмами TLS.
За рішенням Пола Буххайта, одного з засновників і провідного розробника Gmail, з самого початку існування сервісу IP-адреси користувачів маскуються в цілях безпеки.
Вся вхідна та вихідна пошта, включаючи прикріплені файли, сканується на наявність вірусів. Якщо файл, який користувач хоче відкрити, містить вірус, система намагається знешкодити його. Якщо вірус міститься в вихідному листі, воно не відправляється. Крім того, користувачі не можуть відправляти і отримувати листи з виконуваними файлами, в тому числі в архівах.
5 червня 2012 було додано захист від атак з боку урядових хакерів. У разі підозрілої активності користувач отримує повідомлення: «Увага! Можливо, ваш обліковий запис або комп'ютер зазнав атаки хакерів, підтримуваних державою».

### Блокування на 24 години
Якщо в обліковому записі Gmail виявлена незвичайна активність, яка свідчить про можливий злом, доступ до нього може бути тимчасово заблокований. Відновлення займає від однієї хвилини до 24 годин в залежності від виявлених дій. До незвичайної активності відносяться такі дії:
- Отримання, видалення або завантаження великих обсягів пошти по протоколах POP або IMAP за короткий період часу.
- Відправлення великої кількості повідомлень, які повертаються через неможливість доставлення.
- Використання ПЗ для обміну файлами або їх зберігання або застосунків незалежних розробників з автоматичним входом до системи.
- Одночасне відкриття облікового запису Gmail на кількох пристроях.
- Неполадки в браузері[17].

### Двоетапна автентифікація
У Gmail підтримується двоетапна автентифікація — різновид двофакторної автентифікації. Коли вона включена, при вході в обліковий запис на новий пристрій користувач вводить не тільки ім'я та пароль, а й код перевірки. Як правило, це комбінація з шести цифр, яка відправляється на телефон по SMS або за допомогою голосового повідомлення. Існують спеціальні мобільні застосунки для генерації коду при відсутності сигналу мережі, такі як Google Authenticator.
21 жовтня 2014 року компанія Google оголосила, що в браузері Chrome підтримується стандарт Universal Second Factor (U2F), який дозволяє використовувати фізичний електронний ключ. Його можна вибрати як основний метод двоетапної автентифікації. У порівнянні з шестизначним кодом цей метод надійніше захищає від фішингових атак і не прив'язаний до мобільного пристрою.

### Дитяча порнографія
Передача дитячої порнографії через сервери Gmail суворо переслідується. Разом з Національним центром з проблем зниклих безвісти і дітей, що зазнають експлуатації (NCMEC) Google веде базу порнографічних зображень неповнолітніх, що допомагає виявляти жертв експлуатації по всьому світу. Фотографіям присвоюються унікальні контрольні суми, а сервери Gmail потім перевіряють їх наявність. При виявленні підозрілих матеріалів Google повідомляє правоохоронні органи.